# Episodi di Lupo Alberto
La serie televisiva Lupo Alberto, composta da 2 stagioni, per un totale di 104 episodi, è stata trasmessa sulla Rai dal 1997 al 2002.

## Prima stagione (1997-1998)

Il titolo del primo episodio

| Nº | Titolo                           | Prima TV |
| -- | -------------------------------- | -------- |
| 1  | Senza neve che inverno è         | 1997     |
| 2  | Il pupazzo di neve               | 1997     |
| 3  | L'albero                         | 1997     |
| 4  | Tra due giorni è Natale          | 1997     |
| 5  | Regalo di Natale                 | 1998     |
| 6  | Un minuto a mezzanotte           | 1997     |
| 7  | Fragile                          | 1997     |
| 8  | Baby sitting                     | 1997     |
| 9  | Condominio                       | 1997     |
| 10 | L'inquilino del primo piano      | 1998     |
| 11 | Vota Beppe                       | 1997     |
| 12 | Sentieri selvaggi                | 1998     |
| 13 | Acqua e fuoco                    | 1998     |
| 14 | Il signore delle acque           | 1998     |
| 15 | Vudù                             | 1997     |
| 16 | La parola alla difesa            | 1997     |
| 17 | Il concorso                      | 1997     |
| 18 | Bacilli imbecilli                | 1997     |
| 19 | Amore vuol dire gelosia          | 1997     |
| 20 | L'anello                         | 1997     |
| 21 | L'infermeria                     | 1997     |
| 22 | Una fidanzata per Mosè           | 1997     |
| 23 | La spia spiata                   | 1997     |
| 24 | Il giorno del giudizio           | 1997     |
| 25 | Dentista per amore               | 1997     |
| 26 | Ninna nanna                      | 1998     |
| 27 | Cappuccetto Rosso                | 1998     |
| 28 | La fattoria moderna              | 1997     |
| 29 | Il contratto                     | 1998     |
| 30 | Giovani e belli                  | 1998     |
| 31 | Sette in condotta                | 1997     |
| 32 | Pic nic                          | 1997     |
| 33 | Il predone del fiume             | 1997     |
| 34 | Lavoro cercasi                   | 1997     |
| 35 | Il Corriere del Pollaio          | 1997     |
| 36 | Lupastro nello spazio profondo   | 1997     |
| 37 | Il ritorno                       | 1997     |
| 38 | Sottozero                        | 1998     |
| 39 | La febbre del video-reporter     | 1998     |
| 40 | Trappole nascoste                | 1997     |
| 41 | Il sostituto di Mosè             | 1998     |
| 42 | La finale                        | 1997     |
| 43 | McKenzie Park                    | 1997     |
| 44 | Il Grande Occhio                 | 1997     |
| 45 | Mekkano                          | 1997     |
| 46 | La grande corsa                  | 1997     |
| 47 | Vinca il migliore                | 1998     |
| 48 | Autostrada                       | 1998     |
| 49 | Il piatto del giorno             | 1998     |
| 50 | Il gabinetto del dottor La Talpa | 1998     |
| 51 | La notte degli ortaggi viventi   | 1998     |
| 52 | La prova del fuoco               | 1998     |

## Seconda stagione (2002)
| Nº | Titolo                         | Prima TV |
| -- | ------------------------------ | -------- |
| 1  | Ingabbiato                     | 2002     |
| 2  | Cercasi rockstar               | 2002     |
| 3  | Carta bollata                  | 2002     |
| 4  | Giungla di cemento             | 2002     |
| 5  | Gorgheggi e grida              | 2002     |
| 6  | Sussurri e stecche             | 2002     |
| 7  | Boomerang                      | 2002     |
| 8  | Gli spaventapasseri            | 2002     |
| 9  | Camper                         | 2002     |
| 10 | Il grande Orson                | 2002     |
| 11 | Natale con i fiocchi           | 2002     |
| 12 | Lacrime di coccodrillo         | 2002     |
| 13 | Torte in faccia                | 2002     |
| 14 | Il prezzo del successo         | 2002     |
| 15 | Un biglietto per la felicità   | 2002     |
| 16 | Nervi scoperti                 | 2002     |
| 17 | McKenzie day                   | 2002     |
| 18 | Appuntamento al buio           | 2002     |
| 19 | Il pranzo di Mosè              | 2002     |
| 20 | Isteria canina                 | 2002     |
| 21 | Le Jene                        | 2002     |
| 22 | Binari                         | 2002     |
| 23 | Game over                      | 2002     |
| 24 | Arriva il grande cocomero      | 2002     |
| 25 | Cuore d'oro                    | 2002     |
| 26 | Vacanze al verde               | 2002     |
| 27 | La rumba del popone            | 2002     |
| 28 | Chi ha paura del lupo cattivo? | 2002     |
| 29 | I temerari                     | 2002     |
| 30 | Selvaggio West                 | 2002     |
| 31 | Sotto esame                    | 2002     |
| 32 | Lupastro, anzi, Grassone       | 2002     |
| 33 | Ultimo spettacolo              | 2002     |
| 34 | Palloni gonfiati               | 2002     |
| 35 | Enrico menagramo               | 2002     |
| 36 | Liscio come l'olio             | 2002     |
| 37 | Giallo vegetale                | 2002     |
| 38 | Di casa ce n'è una sola        | 2002     |
| 39 | Soddisfatti e rimborsati       | 2002     |
| 40 | Ciak, si gira!                 | 2002     |
| 41 | Il barboncino mannaro          | 2002     |
| 42 | La forza dell'amore            | 2002     |
| 43 | Senza trucco, senza inganno    | 2002     |
| 44 | Al cuor non si comanda         | 2002     |
| 45 | Aria di tempesta               | 2002     |
| 46 | That's amore                   | 2002     |
| 47 | Ieri, oggi, domani             | 2002     |
| 48 | Il topino dei denti            | 2002     |
| 49 | Storia di Uccello              | 2002     |
| 50 | Questioni di classe            | 2002     |
| 51 | La rimpatriata                 | 2002     |
| 52 | Bluff                          | 2002     |

## Home video

### Prima Stagione
La Mondo TV ha distribuito tutti gli episodi della Prima Stagione in 9 VHS, o in 3 DVD (questi ultimi ricchi di contenuti speciali e con alcune tavole disegnate da Silver). 

#### Edizione DVD
| Lupo Alberto - Prima Stagione | Lupo Alberto - Prima Stagione | Lupo Alberto - Prima Stagione | Lupo Alberto - Prima Stagione |
| Edizione DVD                  | Edizione DVD                  | Edizione DVD                  | Edizione DVD                  |
| ----------------------------- | ----------------------------- | ----------------------------- | ----------------------------- |
| Numero DVD                    | Mese e anno di Uscita         | Numero di Episodi             | Durata                        |
| 1                             | Novembre 2003                 | 18                            | 220 minuti                    |
| 2                             | Gennaio 2004                  | 17                            | 140 minuti                    |
| 3                             | Aprile 2004                   | 17                            | 140 minuti                    |

Nel 2006, la Mondo TV ha distribuito anche un'edizione DVD in cofanetto.
| Lupo Alberto - Prima Stagione | Lupo Alberto - Prima Stagione | Lupo Alberto - Prima Stagione | Lupo Alberto - Prima Stagione |
| Edizione DVD - Cofanetto      | Edizione DVD - Cofanetto      | Edizione DVD - Cofanetto      | Edizione DVD - Cofanetto      |
| ----------------------------- | ----------------------------- | ----------------------------- | ----------------------------- |
| Numero DVD                    | Anno di Uscita                | Numero di Episodi             | Durata                        |
| 3                             | 2006                          | 52                            | 420 minuti                    |

#### Edizione VHS
| Lupo Alberto - Prima Stagione | Lupo Alberto - Prima Stagione | Lupo Alberto - Prima Stagione | Lupo Alberto - Prima Stagione |
| Edizione VHS                  | Edizione VHS                  | Edizione VHS                  | Edizione VHS                  |
| ----------------------------- | ----------------------------- | ----------------------------- | ----------------------------- |
| Numero VHS                    | Mese e anno di uscita         | Numero di Episodi             | Durata                        |
| 1                             | Novembre 2003                 | 6                             | 40 minuti                     |
| 2                             | Novembre 2003                 | 6                             | 40 minuti                     |
| 3                             | Novembre 2003                 | 6                             | 40 minuti                     |
| 4                             | Gennaio 2004                  | 6                             | 40 minuti                     |
| 5                             | Gennaio 2004                  | 6                             | 40 minuti                     |
| 6                             | Gennaio 2004                  | 5                             | 35 minuti                     |
| 7                             | Aprile 2004                   | 6                             | 40 minuti                     |
| 8                             | Aprile 2004                   | 6                             | 40 minuti                     |
| 9                             | Aprile 2004                   | 5                             | 35 minuti                     |

### Seconda Stagione
Il distributore Home video degli episodi della Seconda Stagione è stato di nuovo Mondo TV. Per questa edizione, non ha utilizzato alcun supporto VHS, limitandosi alla distribuzione tramite DVD. Di essi, ne ha prodotti soltanto 2, comprendenti i primi 18 episodi (9 episodi cadauno) e non curando affatto un'eventuale edizione in cofanetto. 

#### Edizione DVD
| Lupo Alberto - Seconda Stagione | Lupo Alberto - Seconda Stagione | Lupo Alberto - Seconda Stagione | Lupo Alberto - Seconda Stagione |
| Edizione DVD                    | Edizione DVD                    | Edizione DVD                    | Edizione DVD                    |
| ------------------------------- | ------------------------------- | ------------------------------- | ------------------------------- |
| Numero DVD                      | Anno di uscita                  | Numero di Episodi               | Durata                          |
| 1                               | 2006                            | 9                               | 90 minuti                       |
| 2                               | 2006                            | 9                               | 90 minuti                       |